# Calanthe ovalifolia
Calanthe ovalifolia là một loài thực vật có hoa trong họ Lan. Loài này được Ridl. mô tả khoa học đầu tiên năm 1894.